# Gecondenseerde materie

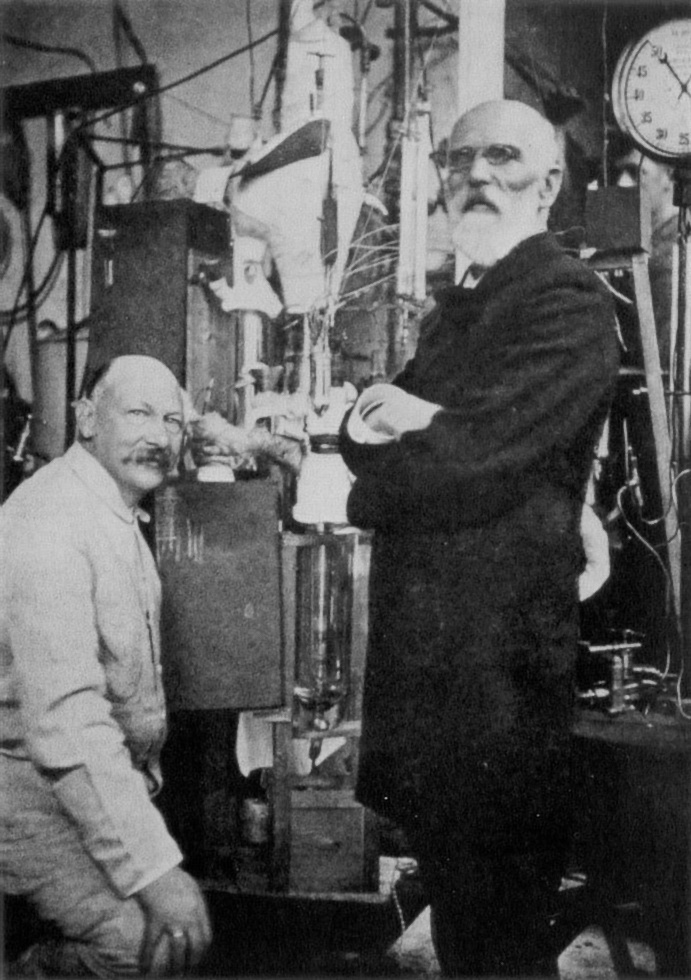
Heike Kamerlingh Onnes (links) en Johannes van der Waals. Kamerlingh Onnes slaagde er als eerste in om helium vloeibaar te maken.

Gecondenseerde materie is materie die zich niet in de gasvormige, of in de plasma-aggregatietoestand bevindt. Behalve vaste stof en vloeistof betreft dit onder andere de aggregatietoestand van het bose-einsteincondensaat, en die van het vloeibaar kristal. 
De fysica van de gecondenseerde materie onderzoekt deze aggregatietoestanden op eigenschappen als elektrische geleiding, vervormbaarheid en magnetische ordening. Dit deelgebied is complementair aan de atoomfysica en de deeltjesfysica, die materie onderzoeken op het niveau van individuele atomen, en van nog kleinere, subatomaire deeltjes.

## Geschiedenis
De studie van gecondenseerde materie kon pas op gang komen toen twee vakgebieden voldoende ontwikkeld waren. Terwijl in de fysica al vrij veel wetmatigheden bekend waren, bleven waarnemingen in de chemie nog slecht begrepen. Vanuit de alchemie was bekend dat sommige stoffen ondeelbaar waren en niet uit andere stoffen samengesteld kunnen worden, of, naar de alchemie meende, hooguit met de mythische steen der wijzen. Dergelijke, ondeelbare stoffen zijn de huidige chemische elementen. Ook was bekend dat sommige stoffen alleen in vaste verhoudingen mengden; deze 'mengsels' zijn de huidige chemische verbindingen. Er was echter geen zicht op de achterliggende mechanismen.

### Klassieke theorieën en experimenten
Rond 1800 onderzocht de Engelsman John Dalton de vaste getalsverhoudingen en werkte die uit tot de wet van de multipele proporties. Hij zag er bewijs in dat materie opgebouwd was uit atomen, die hij voorstelde als de kleinst mogelijke deeltjes, een soort ondeelbare knikkers, met voor de atomen van elk chemisch element een eigen type knikker. Conservatieve wetenschappers vonden het bewijs echter te mager en hielden tot rond 1900 vol dat atomen een overbodig theoretisch construct waren. Ook van vernieuwende wetenschappers kwam er kritiek. De Engelse scheikundige Humphry Davy ontdekte dat een groot deel van de toen bekende chemische elementen metallische kenmerken had, zoals glans, vervormbaarheid en een hoge elektrische en thermische geleiding. Hij stelde zich de vraag: kan het toeval zijn dat maar liefst zesentwintig van de veertig elementen eenzelfde reeks eigenschappen hebben? Hij meende dat deze constante reeks metallische eigenschappen te verklaren moest zijn vanuit een onderling vergelijkbare structuur. Pas in 1897 ontdekte Joseph John Thomson die structuur: de ietwat losse elektronenschil van metalen, de metaalbinding. 
Davy voorspelde ook, dat stikstof en waterstof metallische eigenschappen zouden hebben als ze vloeibaar of vast gemaakt konden worden, en dat in een tijd dat zo'n omzetting onmogelijk leek. Echter, in 1823 lukte het Michael Faraday, toen Davy's assistent, om chloor vloeibaar te maken door het gas in een buis onder hoge druk te zetten en het uiteinde van de buis te koelen. Later wist hij alle bekende gassen vloeibaar te maken, met uitzondering van zuurstof, stikstof en waterstof. Niet lang daarna, in 1869, definieerde de Ierse scheikundige Thomas Andrews het kritisch punt, om de toestand te omschrijven waarin een gas en een vloeistof niet te onderscheiden waren als verschillende fases. Om een gas vloeibaar te maken moet het gekoeld worden tot onder de temperatuur van het kritisch punt, maar de parameters waren onbekend. In 1873 kwam de Nederlandse natuurkundige Johannes van der Waals met een theorie om deze te voorspellen, waarna James Dewar erin slaagde om waterstof vloeibaar te maken.
In 1900 publiceerde Paul Drude zijn "On the Electron Theory of Metals". Hierin beschreef hij een theoretisch model van een elektron in een metaalbinding. Het was het eerste model dat met de wet van Wiedemann-Franz werd afgeleid, met behulp van een microscopisch model. Ondanks het succes van het model waren er nog een aantal gebreken; zo overschat het model de waarde van de warmtecapaciteit van metaal en is het niet in staat de magnetische eigenschappen van metaal te verklaren.:27-29
Rond 1911 ontdekte Heike Kamerlingh Onnes dat de elektrische weerstand in kwik nagenoeg nul wordt wanneer het gekoeld werd met sterk afgekoeld of cryogeen, vloeibaar helium. Kwik wordt een supergeleider bij voldoende lage temperatuur. Pas decennia later werd supergeleiding natuurkundig-theoretisch verklaard.

### De opkomst van de kwantummechanica
Een complete beschrijving van de elektronentheorie van metalen maakt gebruik van kwantummechanica en Fermi-Dirac-statistiek. In 1926 kwam Wolfgang Pauli met een theorie over paramagnetisme en niet veel later kon Arnold Sommerfeld de warmtecapaciteit verklaren door de Fermi-Dirac-statistiek op te nemen in het elektronenmodel. In 1928 kwam Felix Bloch met een kwantummechanische beschrijving van de bewegingen van elektronen in een periodiek atoomrooster. De sleutel tot het begrijpen van de verplaatsing van elektronen en de optische eigenschappen van een vaste stof is de elektronische bandstructuur.
Al in 1879 had Edwin Hall ontdekt dat er een elektrische spanning optrad in de dwarsrichting van een stroomdrager als er een magnetisch veld wordt aangelegd loodrecht op de stroom- en dwarsrichting. Dit fenomeen is bekend als het hall-effect. Het kon toentertijd echter niet verklaard worden, omdat het elektron nog niet ontdekt was. In 1930 deed de Russische natuurkundige Lev Landau onderzoek naar de eigenschappen van een elektron gas in twee dimensies. Landau ontdekte dat de elektronen alleen in een cirkelbaan konden bewegen door een voldoende sterk magnetisch veld loodrecht op het gas. Deze cirkelbanen, de zogenoemde Landau-niveaus, zijn gekwantiseerd, omdat het golfgedrag van een elektron alleen een cirkelbaan zou kunnen omschrijven als de omtrek gelijk is aan een geheel aantal golflengtes. Dit is beter bekend als Landau-kwantisering en is de grondslag voor de theoretische verklaring van het kwantum-hall-effect.

### Recente ontwikkelingen
De periode tussen de Eerste en Tweede Wereldoorlog kenmerkte zich vooral door nog onopgeloste problemen op het gebied van magnetisme en supergeleiding. Na de Tweede Wereldoorlog werd het formalisme van kwantumveldentheorie toegepast op veel-deeltjes-problemen en ontstond de notie van een quasideeltje. Het concept van een quasideeltje wordt vaak toegeschreven aan Landau en zijn werk op het gebied van fermivloeistof. Het basale concept leek echter al langere tijd te bestaan, de term quasideeltje komt ook al voor in een werk uit 1947 van Bouguilubov over superfluïditeit.
In 1937 had Landau al een theorie voor faseovergangen van de tweede orde, waarin hij uitging van een faseovergang als een openbaring van gebroken symmetrie. In zijn theorie maakt hij gebruik van een order parameter om de aard gebroken symmetrieën te omschrijven. Deze theorie van Landau werd verfijnd door Lars Onsager en Oliver Penrose die het concept van niet diagonale lange afstand order introduceerden. Dit concept werd in 1957 opgenomen in de BCS-theorie van supergeleiding die ontwikkeld is door John Bardeen, Leon Cooper en John Schrieffer. De BCS-theorie is gebaseerd op een ontdekking van Cooper dat een willekeurig kleine aantrekkingskracht tussen elektronen als gevolg van roostertrillingen kan leiden tot een gebonden toestand, een Cooperpaar.
De theorie van Landau voor faseovergangen van de tweede orde kwam al snel onder vuur te liggen, omdat het niet zou volstaan rond het kritiek punt. Benjamin Widom en Leo Kadanoff kwamen met de concepten voor kritieke exponenten en de widom schaling. In 1972 zou Kenneth G. Wilson dit samenbrengen tot de renormalisatiegroep theorie.
In 1980 ontdekte Klaus von Klitzing het kwantum-hall-effect, wat alleen afhangt van fundamentele constanten en niet van onregelmatigheden of onzuiverheden van de halfgeleider. Twee jaar later werd het fractionele kwantum-hall-effect ontdekt door Horst Störmer en Daniel Tsui. Robert Laughlin besefte dat dit fractionele kwantum-hall-effect een gevolg was van wisselwerkingen tussen quasideeltjes en kwam met een oplossing, de Laughlin golffunctie.
In 1986 ontdekten Karl Müller en Johannes Bednorz hoge-temperatuur-supergeleider in cupraten en evenals bij de klassieke supergeleiding liet de theorie lang op zich wachten: pas in 2022 werd een model voorgesteld dat het fenomeen inzichtelijk maakte.

## Theoretisch onderzoek

### Emergentie
Emergentie is kernbegrip in de studie van gecondenseerde materie. Men spreekt van emergentie als het systeem in zijn geheel ander gedrag vertoont dan de individuele deeltjes van dit systeem. Een voorbeeld hiervan is supergeleiding, het fenomeen ontstaat door het collectieve gedrag van de elektronen en is niet te herleiden als er gekeken wordt naar een enkele elektron.

### Elektronische bandstructuur
Drude paste de kinetische gastheorie toe op metalen door deze te omschrijven als een ideaal elektron gas. Met het Drude model was het voor eerst mogelijk om de empirische Wiedemann-Franz wet af te leiden, maar het schoot te kort in het bepalen van de warmtecapaciteit. Het model verbeterde aanzienlijk met de implementatie van het uitsluitingsprincipe van Pauli en de Fermi-Diracstatistiek. Felix Bloch bracht het model in het domein van de kwantummechanica door een golffunctie als oplossing voor de Schrödingervergelijking te vinden voor een periodiek potentiaal. Bloch's theorie was het fundament voor de uiteindelijke theorie van bandstructuur.

### Faseovergang
Een faseovergang is de verandering in de fase van een systeem, dit kan teweeggebracht worden door bijvoorbeeld een verandering in de temperatuur. In klassieke faseovergangen gebeurt de faseovergang altijd op een eindige temperatuur wanneer de orde want het systeem verbroken wordt. In het geval van kwantum fasetransities is de temperatuur vastgesteld op het absoluut nulpunt en wordt de faseovergang veroorzaakt door een niet-thermische externe parameter zoals een extern magnetisch veld. De verschillende kwantumfases zijn een gevolg van concurrerende grondtoestanden van de Hamiltoniaan.
Er zijn twee soorten faseovergangen: eerste orde en tweede orde. Ook wel discontinue en continue faseovergangen. In het geval van eerste orde faseovergangen is er sprake van co-existentie, dit komt niet voor bij twee orde faseovergangen. Rond het kritiek punt vertoont het systeem kritisch gedrag en divergeren bepaalde eigenschappen zoals de correlatie lengte en magnetische susceptibiliteit.

## Experimenteel onderzoek
Experimenteel onderzoek is van groot belang binnen de natuurkunde om nieuwe ontdekkingen te doen.

### Verstrooiing
Verstrooiing is een belangrijk onderdeel van de experimentele natuurkunde en ook op het gebied van gecondenseerde materie wordt er onderzoek gedaan naar eigenschappen van materiaal door middel van verstrooiing. Verstrooiing wordt vaak gedaan met neutronen, elektronen, fotonen en dergelijken. De keuze voor de te verstrooien deeltjes wordt gemaakt op basis van wat er onderzocht moet worden, voor zichtbaar licht geldt bijvoorbeeld dat de energie ongeveer 1 eV bedraagt. Dit is de energie die de refractie-index zou kunnen meten, maar niet kan meten op de schaal van een ångström. Daarvoor is een foton nodig met een energie van ongeveer 10 keV.:33-34

### Magnetische velden
Veel laboratoria die onderzoek doen naar gecondenseerde materie zijn in het bezit van krachtige magneten (10-20T). Een extern magnetisch veld is niet alleen een voor spectroscopische doeleinden weggelegd, maar fungeert ook als thermodynamische variabele dat de toestand, faseovergang en eigenschappen van het systeem bepaalt. Daarnaast heeft een magnetisch veld de unieke eigenschap dat het zowel de spin als de orbitale bewegingen van geladen deeltjes kan beïnvloeden. Extreem krachtige magnetische velden kunnen worden gebruikt om de fasediagram en de grondtoestand symmetrieën van hogetemperatuursupergeleiders te onderzoeken.